# Niederlauterbach
Niederlauterbach település Franciaországban, Bas-Rhin megyében. Lakosainak száma 941 fő (2022. január 1.). Niederlauterbach Neewiller-près-Lauterbourg, Oberlauterbach, Salmbach, Scheibenhard és Wintzenbach községekkel határos.

## Népesség
A település népességének változása:
| Lakosok száma | 947  | 955  | 987  | 965  | 963  | 961  | 955  | 945  | 941  |
|               | 2013 | 2015 | 2016 | 2017 | 2018 | 2019 | 2020 | 2021 | 2022 |